# Tirreno-Adriatico 1986
Tirreno-Adriatico 1986 est la 21e édition de la course cycliste par étapes italienne Tirreno-Adriatico. L’épreuve se déroule entre le 6 et le 13 mars 1986, sur un parcours de 980,8 km.
Le vainqueur de la course est l’Italien Luciano Rabottini (Vini Ricordi).

## Classements des étapes
| Étape | Date    | Villes étapes                         | km    | Vainqueur d’étape    | Leader du classement général |
| ----- | ------- | ------------------------------------- | ----- | -------------------- | ---------------------------- |
| Pr.   | 6 mars  | Ladispoli - Ladispoli (clm)           | 5,9   | Francesco Moser      | Francesco Moser              |
| 1     | 7 mars  | Ladispoli - Cortona                   | 213,0 | Luciano Rabottini    | Luciano Rabottini            |
| 2     | 8 mars  | Cortona - Gubbio                      | 174,0 | Daniele Caroli       | Luciano Rabottini            |
| 3     | 9 mars  | Gubbio - Porto Recanati               | 198,0 | Gottfried Schmutz    | Luciano Rabottini            |
| 4     | 10 mars | Giulianova Marche - Ascoli Piceno     | 187,0 | Jean-Paul van Poppel | Luciano Rabottini            |
| 5     | 11 mars | Grottammare - Montegiorno             | 184,6 | Roberto Pagnin       | Luciano Rabottini            |
| 6     | 12 mars | S.B del Tronto - S.B del Tronto (clm) | 18,3  | Francesco Moser      | Luciano Rabottini            |

## Classement général
|    | Cycliste             | Pays     | Équipe                 | Temps            |
| -- | -------------------- | -------- | ---------------------- | ---------------- |
| 1  | Luciano Rabottini    | Italie   | Vini Ricordi           | 26 h 52 min 22 s |
| 2  | Francesco Moser      | Italie   | Supermercati Brianzoli | + 1 min 34 s     |
| 3  | Giuseppe Petito      | Italie   | Gis Gelati             | + 2 min 21 s     |
| 4  | Christophe Lavainne  | France   | Système U              | + 2 min 21 s     |
| 5  | Steven Rooks         | Pays-Bas | PDM                    | + 2 min 24 s     |
| 6  | Acacio da Silva Mora | Portugal | Malvor-Bottecchia      | + 2 min 30 s     |
| 7  | Roberto Visentini    | Italie   | Carrera                | + 2 min 32 s     |
| 8  | Harald Maier         | Autriche | Supermercati Brianzoli | + 2 min 36 s     |
| 9  | Heinz Imboden        | Suisse   | Cilo-Aufina            | + 2 min 50 s     |
| 10 | Teun van Vliet       | Pays-Bas | Panasonic              | + 2 min 51 s     |